# Naloxégol
Le naloxégol est un dérivé PEGylé de l'antagoniste des récepteurs opioïdes-µ : la naloxone. La PEGylation réduit la perméabilité passive du naloxégol et fait également de cette molécule un substrat pour le transporteur glycoprotéine P. Compte-tenu de la faible perméabilité et de l'efflux plus important du naloxégol au travers de la barrière hémato-encéphalique, liés aux propriétés de substrat de la P-gp, la pénétration du naloxégol dans le système nerveux central est minimale.

## Mode d'action
Le naloxégol agit en se liant aux récepteurs µ-opioïdes dans le tractus gastro-intestinal, ciblant les causes sous-jacentes de la constipation induite par les opioïdes (à savoir, réduction de la motilité gastro-intestinale, hypertonicité et augmentation de l'absorption des liquides résultant du traitement opioïde au long cours),. Le naloxégol fonctionne comme antagoniste du récepteur µ-opioïde d'action périphérique dans le tractus gastro-intestinal, diminuant par ce moyen les effets constipants des opioïdes sans altérer les effets analgésiques des opioïdes sur le système nerveux central.

## Effets secondaires
Les effets indésirables les plus fréquemment rapportés sont : douleurs abdominales, diarrhées, nausées, céphalées et flatulences. Les effets indésirables gastro-intestinaux sont d'intensité modérée et surviennent en début de traitement. Rarement, il peut exister un syndrome de sevrage.